# Orridi di Uriezzo
Gli Orridi di Uriezzo sono un complesso di gole in Valle Antigorio (Provincia del Verbano-Cusio-Ossola), realizzatosi grazie all'azione dei torrenti che un tempo scorrevano a valle del Ghiacciaio del Toce.

## Formazione
Durante l'ultima glaciazione (terminata circa 12.000 anni fa), la Valle Antigorio era occupata dall'esteso Ghiacciaio del Toce. A valle di esso scorrevano innumerevoli torrenti, che con il tempo hanno eroso la roccia generando strette vallate e gole ad andamento meandriforme. Con il ritiro dei ghiacciai, anche i torrenti si sono ritirati e hanno lasciato quelli che sono oggi gli Orridi di Uriezzo. Attualmente infatti i corsi d'acqua non scorrono più al loro interno ed è dunque possibile visitarli agevolmente a piedi.

## Descrizione
Gli Orridi sono caratterizzati da una serie di grandi cavità subcircolari separate da stretti e tortuosi cunicoli. Le pareti sono tutte scolpite da nicchie e scanalature prodotte dal moto vorticoso e violento di cascate d'acqua. In certi punti si avvicinano a tal punto che dal fondo non permettono la vista del cielo.
- Orrido Sud: chiamato dagli abitanti del luogo Tomba d'Uriezzo,[2] è il più spettacolare, lungo circa 200 m e profondo da 20 a 30 metri
- Orrido Nord-Est: lungo circa 100 m e profondo una decina, molto stretto in alcuni punti
- Orrido Ovest: meno caratteristico, formato da due tratti distinti.

Un quarto orrido, che prende il nome di Vallaccia, si trova poco sotto la Chiesa di Baceno, ma è difficilmente accessibile e termina con un salto sul torrente Devero.

## Ecosistema
Gli Orridi costituiscono un ecosistema complesso caratterizzato da elevata umidità, scarsa illuminazione, pareti lisce e levigate. Varie specie vegetali, in particolare muschi e felci, sono in grado di adattarsi a tali difficili condizioni ambientali e sono presenti in grande varietà.

## Accessi
- Premia: è l'accesso più consigliato. Subito dopo l'abitato di Premia si segue la deviazione per Crego e Uriezzo fino a raggiungere l'imponente parete di Balmafredda, frequentata come palestra di arrampicata sportiva. Da qui si segue la strada di destra (in direzione di Uriezzo). Lasciata la macchina al termine della strada asfaltata, vicino al caratteristico oratorio di Santa Lucia, si prosegue solo a piedi seguendo la segnaletica escursionistica realizzata con frecce gialle. Al primo Orrido (Orrido Nord-Est) si accede dopo pochi metri in corrispondenza della fenditura nella parete rocciosa subito dietro la prima casa in pietra ristrutturata. Per l'orrido principale (Orrido Sud) si prosegue invece in leggera discesa lungo la strada sterrata fino ad un pannello informativo che ne segnala l'ingresso. All'uscita dell'orrido sud si prosegue fino al ponte di Maiesso per ammirare le caratteristiche Marmitte dei Giganti lungo il corso del Toce. Tempo di percorrenza (andata e ritorno) dall'oratorio di Santa Lucia 35 minuti per la visita dei due orridi, 1 ora e 10 se si scende fino a Maiesso per vedere anche le Marmitte dei Giganti[1].
- Baceno: si segue la mulattiera in parte lastricata e in parte scavata nella viva roccia, che dalla Chiesa monumentale di San Gaudenzio scende alla frazione Verampio. Poi ad un bivio segnalato da frecce escursionistiche, si prende un sentiero a sinistra che dapprima attraversa in piano una zona di bosco terrazzato e ormai inselvatichito, quindi in leggera discesa scende ad incrociare la pista di servizio al metanodotto nel tratto che corre parallela all'Orrido Sud.
- Verampio (Crodo): l'itinerario d'accesso parte dalla Trattoria della campagna. Si segue la pista di servizio al metanodotto che attraversa il torrente Devero e costeggia più o meno parallelamente il corso del fiume Toce fino all'altezza del ponte di Maiesso, da cui si gode uno spettacolo affascinate sulle Marmitte dei Giganti. Poco dopo la strada compie un tornante e prosegue in piano. Subito dopo aver attraversato un ruscello si abbandona la pista trattorabile (bivio segnalato) e si prosegue lungo un comodo sentiero che alternando tratti pianeggianti a tratti più ripidi, conduce all'entrata dell'Orrido Sud.

## Le Marmitte dei Giganti

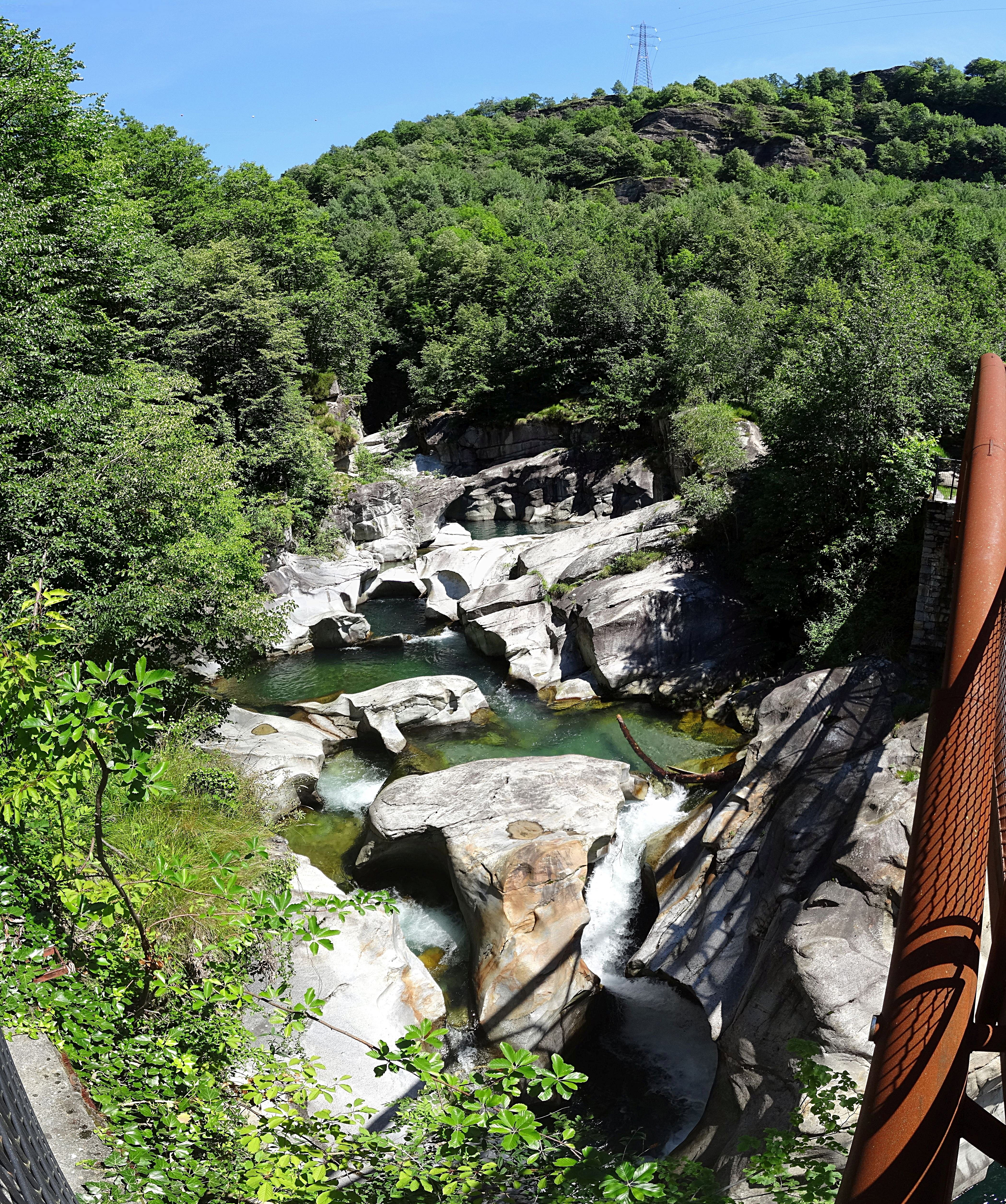
Le "Marmitte dei Giganti"

In località Maiesso, lungo il corso dei fiume Toce, si osservano caratteristiche forme di erosione in roccia denominate Marmitte dei giganti. Si tratta di impressionanti cavità emisferiche o cilindriche scavate nella roccia dalla violenza delle acque di fusione del ghiacciaio. La sabbia e i ciottoli trasportati dalla corrente vorticosa e rimasti intrappolati in cavità dei fondo roccioso giocano un ruolo importante nella loro formazione, esercitando sullo roccia una forte azione abrasiva.
Anche in località Croveo di Baceno, lungo il torrente Devero, si osservano interessanti fenomeni erosivi. Il migliore punto di osservazione è il caratteristico ponte in pietra ad arco raggiungibile agevolmente partendo dalla piazza centrale di Croveo. La mulattiera costeggia la Chiesa sulla sinistra e quindi, aggirando l'abitato, scende fino al ponte (5 minuti dalla piazza), poi dal ponte si può proseguire su un'ottima mulattiera fino ad Osso (15 minuti) oppure fino a Graglia (30 minuti) e Baceno (45 minuti).